# Cleàndrides d'Esparta
Cleàndrides d'Esparta (llatí Cleandridas, grec Κλεανδρίδας) fou el pare de Gílip (Gylippos o Gylippus) i general espartà.
Els èfors el van nomenar conseller de Pleistonax durant la invasió de l'Àtica el 445 aC i es diu que fou subornat per Pèricles per retirar l'exèrcit. Descobert, fou condemnat a mort, però va poder fugir a Turis (Thurii) on va rebre la ciutadania i va arribar a ser el general de la ciutat en la guerra contra Tàrent. El seu nom apareix com Clearc (Clearchus) i com Cleàndries (Cleandrias).